# Wangenbourg-Engenthal
Wangenbourg-Engenthal (Duits:Wangenburg-Engental) is een gemeente in het Franse departement Bas-Rhin in de regio Grand Est. Wangenbourg-Engenthal telde op 1 januari 2022 1.339 inwoners.

## Geschiedenis
De gemeente werd op 1 november 1974 gevormd door de fusie van de gemeenten Engenthal en Wangenbourg en maakt sindsdien deel uit van het arrondissement Molsheim.
De gemeente maakte voor 2015 ook deel uit van het kanton Wasselonne. Toen het kanton op 22 maart 2015 werd opgeheven werd Wangenbourg-Engenthal opgenomen in het kanton Saverne.

## Geografie
De gemeente omvat de plaatsen Engenthal-le-Bas, Engenthal-le-Haut, Freudeneck, les Huttes, Obersteigen, Schneethal, Windsbourg en Wolfsthal.
De oppervlakte van Wangenbourg-Engenthal bedraagt 31,52 vierkante kilometer; Op 1 januari 2022 was de bevolkingsdichtheid 42,5 inwoners per km².

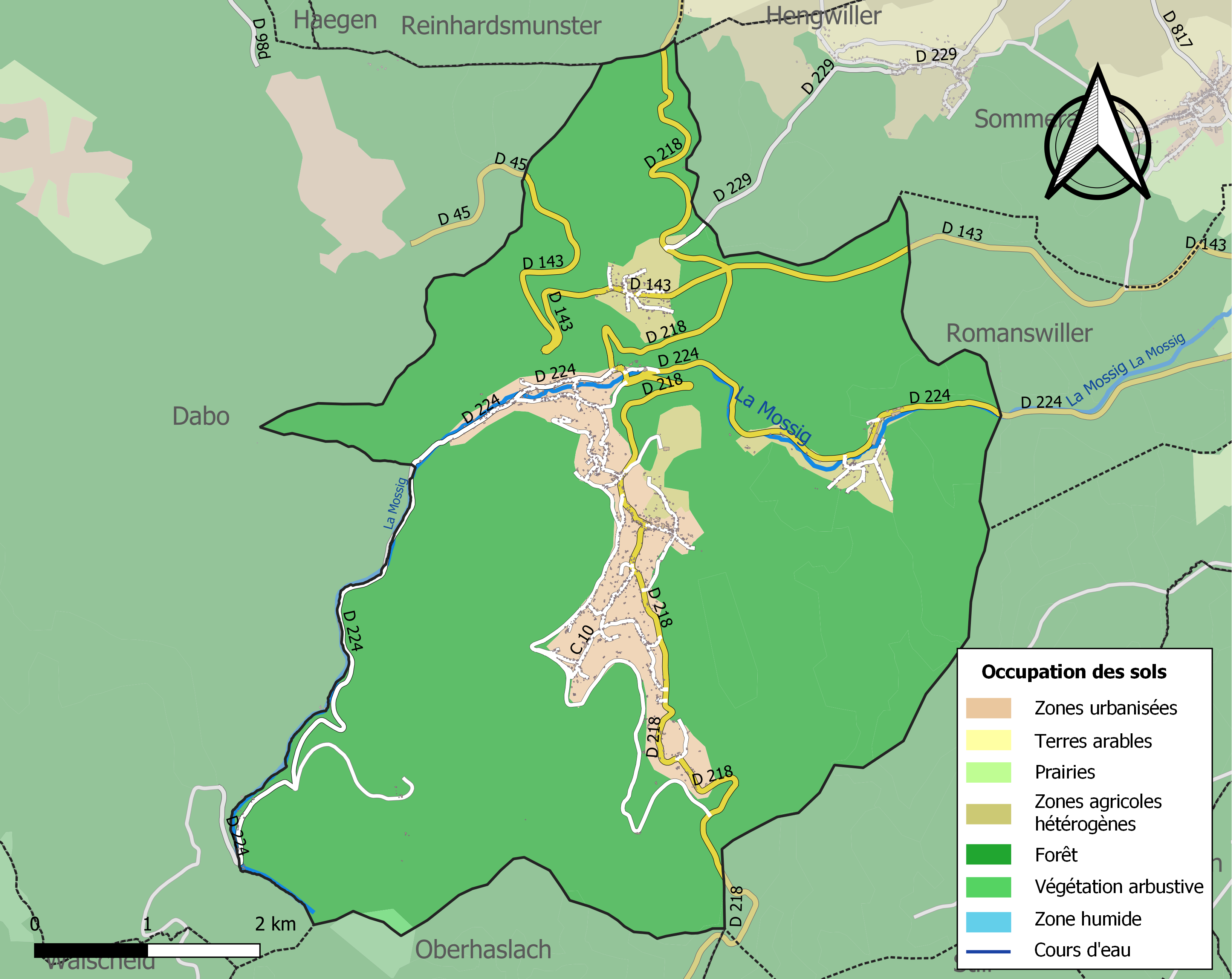
Kaart van de gemeente met de belangrijkste infrastructuur, bodemgebruik en omliggende gemeenten

## Demografie
Onderstaande figuur toont het verloop van het inwonertal.
Altenheim · Balbronn · Crastatt · Cosswiller · Dettwiller · Dimbsthal · Eckartswiller · Ernolsheim-lès-Saverne · Friedolsheim · Furchhausen · Gottesheim · Gottenhouse · Haegen · Hattmatt · Hengwiller · Hohengœft · Jetterswiller · Kleingœft · Knœrsheim · Landersheim · Littenheim · Lochwiller · Lupstein · Maennolsheim · Marmoutier · Monswiller · Ottersthal · Otterswiller · Printzheim · Rangen · Reinhardsmunster · Reutenbourg · Romanswiller ·Saessolsheim · Saint-Jean-Saverne · Saverne · Sommerau · Steinbourg · Schwenheim · Thal-Marmoutier · Traenheim · Waldolwisheim · Wangenbourg-Engenthal · Wasselonne · Westhoffen · Westhouse-Marmoutier · Wolschheim · Zehnacker · Zeinheim